# José Pereira da Graça
José Pereira da Graça, primeiro e único barão de Aracati (Aracati, 14 de março de 1812 — Rio de Janeiro, 29 de janeiro de 1889), foi um magistrado e político brasileiro. Exerceu o cargo de ministro do Supremo Tribunal de Justiça, órgão máximo do Poder Judiciário no Brasil Império.

## Biografia
Filho do negociante português José Pereira da Graça e de Maria Cândida Carneiro Monteiro, nasceu na então vila de Aracati, capitania do Ceará. Depois de fazer os estudos primários em sua cidade natal, seguiu em 1826 para Coimbra, reino de Portugal, onde aprendeu os preparatórios para o curso de Direito. De volta o Brasil, três anos depois, matriculou-se na Faculdade de Direito de Olinda, em que se bacharelou em 1834, na mesma turma que Antônio José Machado, André Bastos de Oliveira, Custódio Manuel da Silva Guimarães e Clemente Francisco da Silva.
Fixando residência em sua província natal, por portaria de 5 de junho de 1835, foi nomeado juiz de direito de Icó pelo então presidente da província, José Martiniano de Alencar, com confirmação do governo imperial, em decreto de 29 de julho de 1839. Foi depois removido, no mesmo cargo, para as comarcas de Pastos Bons, em decreto de 2 de março de 1841; Quixeramobim, em decreto de 10 de julho desse ano, e Aracati, em decreto de 20 de dezembro de 1851.
Fez parte da primeira turma de deputados provinciais do Ceará, junto com seu colega de academia Clemente Francisco da Silva, entre 1835 e 1837, retornando à casa legislativa na legislatura de 1840-1841. Representou o Ceará como deputado geral suplente na quinta legislatura (1843-1844) e como deputado efetivo na oitava legislatura (1850-1852). Pela Assembleia Provincial, foi nomeado em comissão com o Dr. Miguel Fernandes Vieira e o Coronel Francisco Xavier Torres, em 19 de Outubro de 1842 para cumprimentar ao imperador Pedro II pelo casamento com D. Teresa Cristina. Pertenceu sempre ao Partido Conservador, em cujas lutas políticas e na imprensa tomou parte ativa, até o fim de sua carreira política, em 1852.
Foi nomeado desembargador da Relação do Maranhão, em decreto de 16 de janeiro de 1857, adjunto do Tribunal do Comércio da referida província, em decreto de 3 de julho de 1863, e presidente da mesma Relação, em decreto de 28 de outubro de 1873. Teve o título de conselho por Dec. de 31 de julho] do mesmo ano.
Administrou, na qualidade de vice-presidente, a província do Maranhão, por quatro vezes, em 1870, 1871, 1872 e 1875, tornando-se notável por sua moderação, critério, zelo e economia.
Em 22 de dezembro de 1876, foi nomeado Ministro do Superior Tribunal da Justiça (atual Supremo Tribunal Federal - STF), preenchendo a vaga ocorrida com a aposentadoria concedida a Jerônimo Martiniano Figueira de Melo; tomou posse em 3 de fevereiro do ano seguinte. Foi aposentado com todos os vencimentos pelo dec. de 26 de fevereiro de 1887, galardoando-o então o governo imperial com o titulo de Barão do Aracati por seus serviços prestados à magistratura e ao Estado. Todavia, faleceu apenas dois anos depois, no Rio de Janeiro, sendo seu corpo sepultado no Cemitério São João Batista. Sua vaga na suprema corte foi preenchida por Joaquim Francisco de Faria.

## Família
Deixou larga descendência de seu casamento com Maria Adelaide do Carmo de Alencastro (1815 - São Luís do Maranhão, 29 de agosto de 1875), filha de José Joaquim de Alencastro e Maria Eduarda Carneiro Leão, celebrado em Recife, em 1833, a saber:
1. Eduardo Graça (1834 - Rio de Janeiro, 6 de junho de 1905);
2. Heráclito de Alencastro Pereira da Graça (Icó, 18 de outubro de 1836 - Rio de Janeiro, 16 de abril de 1914), advogado, magistrado, jurista, político, jornalista e filólogo;
3. Abel Graça (Icó, 20 de janeiro de 1841 - Rio de Janeiro, 26 de setembro, de 1897), magistrado e político, genro do Barão de Mamoré;
4. Benjamin Constant Pereira da Graça (Icó, 4 de abril de 1842 - Rio de Janeiro, 10 de novembro de 1917), funcionário público e político;
5. José Pereira da Graça Junior (Recife, 5 de maio de 1844 - Rio de Janeiro, 3 de janeiro de 1900), militar;
6. Maria Eduarda de Alencastro Graça (1846 - Rio de Janeiro, 21 de janeiro de 1918);
7. Afonso de Alencastro Graça (Quixeramobim, 6 de março de 1849 - Montreux, 1 de junho de 1913), oficial da Marinha do Brasil;
8. Maria da Glória de Alencastro Graça (1850 - Rio de Janeiro, 26 de março de 1927), casada com Temístocles da Silva Maciel Aranha, foi mãe de Graça Aranha e do Almirante Heráclito da Graça Aranha. Era sogra do General Tasso Fragoso;
9. Maria do Carmo de Alencastro Graça (1851 - Rio de Janeiro, 22 de março de 1910), casada com o negociante Manuel Silvestre da Silva Couto;
10. Henrique Graça (Aracati, 21 de maio de 1854 - Rio de Janeiro, 29 de setembro de 1929), magistrado;
11. Adolfo de Alencastro Graça (Aracati, fevereiro de 1856 - Rio de Janeiro, 4 de janeiro de 1890), oficial do Exército do Brasil;

Dentre os descendentes do Barão de Aracati, encontram-se o escritor Graça Aranha, Almirante Heráclito da Graça Aranha, Temistocles Brandão Cavalcanti e Rodrigo Graça Aranha (Rio de Janeiro, 06 de agosto de 1981), político carioca e fundador da Confraria do Barão de Aracati.

## Títulos nobiliárquicos
- Barão de Aracati - Título conferido por decreto imperial em 19 de março de 1887. Faz referência a Aracati, cidade natal, que em tupi significa vento forte.